# Otto Küppers
Otto Albert Friedrich Ignatius Küppers (* 13. Mai 1888 in Bonn; † 7. Oktober 1986 ebenda) war ein deutscher Landschaftsmaler der Düsseldorfer Schule. Er erwarb sich den Ruf eines Eifelmalers.

## Leben

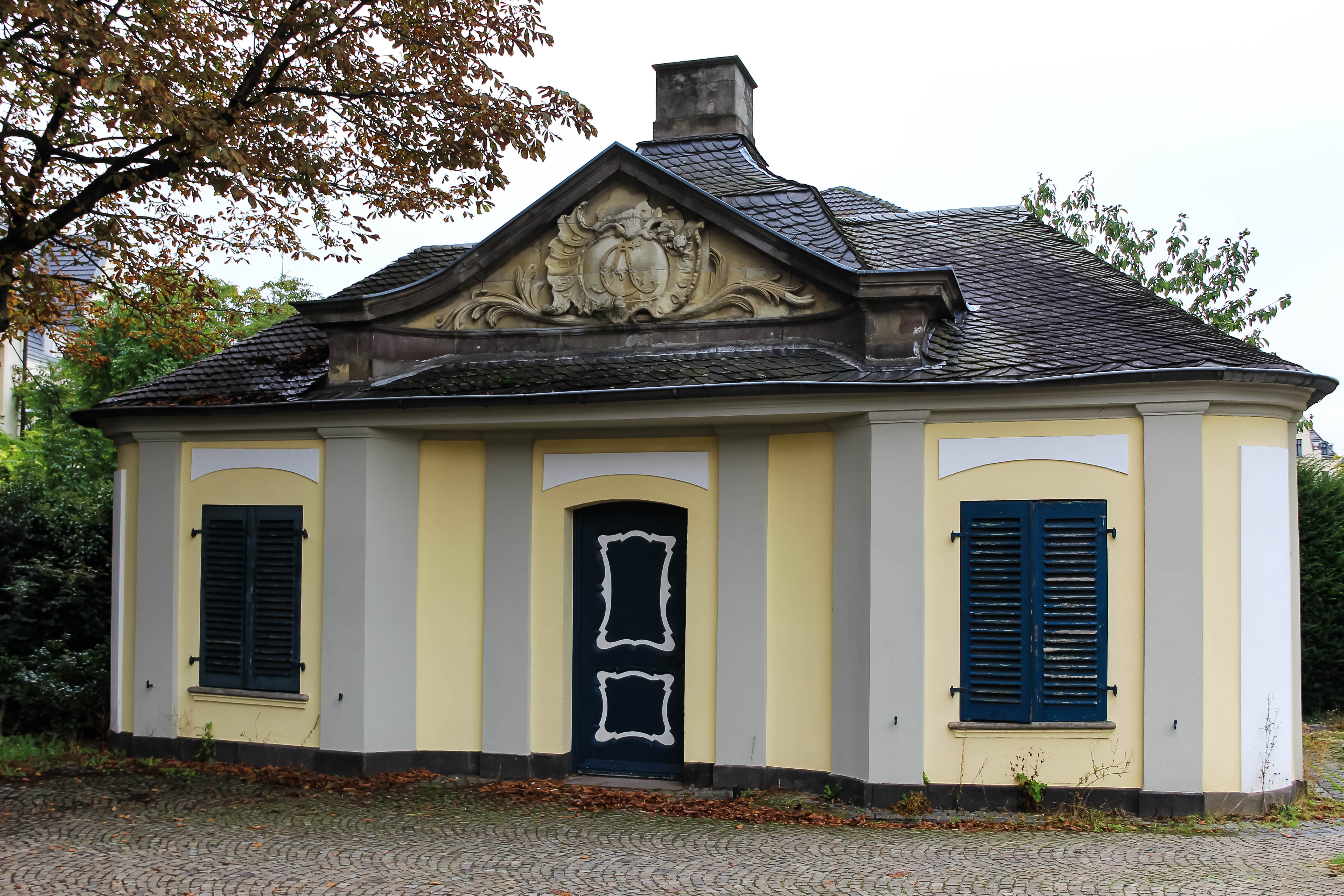
„Wachhäuschen“ des Poppelsdorfer Schlosses

Küppers, ein Sohn des Bonner Bildhauers und Kunstprofessors Albert Küppers und dessen Ehefrau Angela Maria Elisabeth, geborene Offenberg aus Stadtlohn (* 1855; ⚭ 25. September 1882; † nach 1888), zeigte früh zeichnerisches Talent und studierte von 1907 bis 1912 an der Kunstakademie Düsseldorf Malerei. Dort war er Schüler des Landschaftsmalers Eugen Dücker. In den Jahren 1913/1914 besuchte er danach für ein Jahr die Kunstakademie Berlin in Berlin-Charlottenburg. Nachdem er als Soldat am Ersten Weltkrieg teilgenommen hatte, arbeitete er als Restaurator in der Bildhauerwerkstatt seines Vaters in Bonn. Im „Wachhäuschen“ des Poppelsdorfer Schlosses richtete er sich bald ein Maleratelier ein und unternahm Studienreisen in die Schweiz, nach Österreich, Italien und in die Niederlande. Die Winter verbrachte er gerne in der Eifel, wo er bei Hollerath die Verwalterwohnung der Skihütte des „Bonner Akademischen Skisclubs“ anmietete und Künstlerfreunde, darunter Emil Krupa-Krupinski und August Sander, zu sich einlud.
Küppers wurde bereits kurz nach dem Ersten Weltkrieg Mitglied des „Bonner Künstlerbundes“. Dessen erste Ausstellung fand 1919 im Städtischen Museum Villa Obernier in Bonn statt. Hier beteiligte er sich an dessen Jahresausstellungen. In zwei Sonder- bzw. Einzelausstellungen in der Villa Obernier, die die Titel „Der deutsche Wald“ und „Winter in den Bergen“ trugen, gelang ihm der künstlerische Durchbruch.
Zunehmenden Alters litt Küppers unter einer Sehschwäche. Er starb mit 98 Jahren in Bonn und wurde auf dem Poppelsdorfer Friedhof beerdigt.